# Celebrationem magni
Celebrationem magni è una enciclica di papa Benedetto XIV, datata 1º gennaio 1751, con la quale il Pontefice, a conclusione dell'Anno Santo estende i suoi benefici a tutti i Cristiani che nel 1750 non hanno potuto raggiungere Roma e che compiranno determinate opere di pietà.

## Fonte
- Tutte le encicliche e i principali documenti pontifici emanati dal 1740. 250 anni di storia visti dalla Santa Sede, a cura di Ugo Bellocci. Vol. I: Benedetto XIV (1740-1758), Libreria Editrice Vaticana, Città del Vaticano 1993